# Рік закінчується заходом сонця
«Рік закінчується заходом сонця» («Metai baigiasi saulėlydžiu») — радянський художній фільм 1990 року, знятий режисером Сігітасом Сюдікою.

## Сюжет
Головний герой фільму подорожує в минуле, щоб знайти відповіді на запитання, хто він і звідки прийшов? Минуле для нього — це його сім'я, мати, сестра, брат. Він запитує себе, чи є ще щось дорожче за сім'ю? Чи знайде він вихід, втративши все це?

## У ролях
- Саулюс Барейкіс — Александрас, художник
- Емілія Данилявічюте-Дапшене — головна роль
- Саулюс Кізас — головна роль
- Егле Вільпішаускайте — роль другого плану
- Сігітас Якубаускас — епізод
- Саулюс Сіпаріс — епізод
- Александрас Дапкявічюс — директор інтернату
- Мантас Забульоніс — епізод
- Нійоле Гяльжиніте — епізод

## Знімальна група
- Режисер — Сігітас Сюдіка
- Сценарист — Олегас Дітковскіс
- Оператор — Вікторас Радзявічюс
- Композитор — Альгірдас Мартінайтіс
- Художник — Вітяніс Лінгіс